# George William Coleman
George William Coleman (* 1. Februar 1939 in Fall River, Massachusetts; † 24. Mai 2024 ebenda) war ein US-amerikanischer Geistlicher und römisch-katholischer Bischof von Fall River.

## Leben
Coleman studierte Theologie und Philosophie am Holy Cross College in Worcester. Auf das Priesteramt bereitete er sich am St. John's Seminary in Brighton und am Päpstlichen Nordamerika-Kolleg in Rom vor, wo er auch einen Abschluss in Theologie an der Päpstlichen Universität Gregoriana erwarb. Der Rektor des Päpstlichen Nordamerika-Kollegs, Francis Frederick Reh, spendete ihm am 16. Dezember 1964 im Petersdom die Priesterweihe.
Von 1965 bis 1967 war er Pfarrer der Pfarrei St. Kilian’s in New Bedford und anschließend bis 1972 Pfarrer der Pfarrei St. Louis in Fall River. Bis 1977 leitete er die Pfarrei Our Lady of Victory in Centerville; anschließend war er acht Jahre lang als Leiter der diözesanen Bildungsabteilung für die katholischen Schulen, den Religionsunterricht in den Pfarreien und die Programme der Hochschulpastoral zuständig. Im Jahr 1982 wurde er zudem Pfarrer der Pfarrei St. Patrick’s in Fall River. Von 1985 bis 1994 war er Pfarrer der Corpus-Christi-Gemeinde in Sandwich. Von 1990 bis 1994 er zudem Dekan des Dekanats Cape and Islands. Im August 1994 reorganisierte Bischof Sean Patrick O’Malley die Verwaltung der Diözese Fall River und ernannte Coleman zum Generalvikar und ersten Moderator der Kurie. Im selben Jahr verlieh ihm Papst Johannes Paul II. den Ehrentitel eines Ehrenprälaten mit dem Titel Monsignore. Am 22. Oktober 2002 wurde er nach der Versetzung von Bischof O’Malley vom Konsultorenkollegium zum Diözesanadministrator gewählt.
Papst Johannes Paul II. ernannte ihn am 30. April 2003 zum Bischof von Fall River. Die Bischofsweihe spendete ihm der Apostolische Nuntius in den Vereinigten Staaten von Amerika, Erzbischof Gabriel Montalvo Higuera, am 22. Juli desselben Jahres in der Kathedrale von Fall River; Mitkonsekratoren waren Seán Patrick O’Malley OFMCap, Erzbischof von Boston, und Daniel Anthony Cronin, Erzbischof von Hartford.
Papst Franziskus nahm am 3. Juli 2014 seinen altersbedingten Rücktritt an. Coleman starb am 24. Mai 2024 im Alter von 85 Jahren im Charlton Memorial Hospital in Fall River.